# 이쿠이나 사유리
이쿠이나 사유리(일본어: 生稲 さゆり, 1973년 2월 28일 ~ )는 2013년 6월에 데뷔한 일본의 전 AV 여배우다.